# Silbodals församling
Silbodals församling är en församling i Nordmarkens pastorat i Västra Värmlands kontrakt i Karlstads stift i Svenska kyrkan. Församlingen ligger i Årjängs kommun i Värmlands län.

## Administrativ historik
Församlingen har medeltida ursprung.
Församlingen var till 1640 annexförsamling i pastoratet Blomskog, Trankil, Torrskog, Vårvik och Silbodal för att därefter till 1680 vara moderförsamling i pastoratet Silbodal och Vårvik. Från 1680 till 2010 utgjorde församlingen ett eget pastorat. Från 2010 till 2014 bildade församlingen pastorat med Blomskogs och Trankils församlingar. Från 2014 ingår församlingen i Nordmarkens pastorat.

## Kyrkor
- Silbodals kyrka